# Список картин Питера Брейгеля Старшего

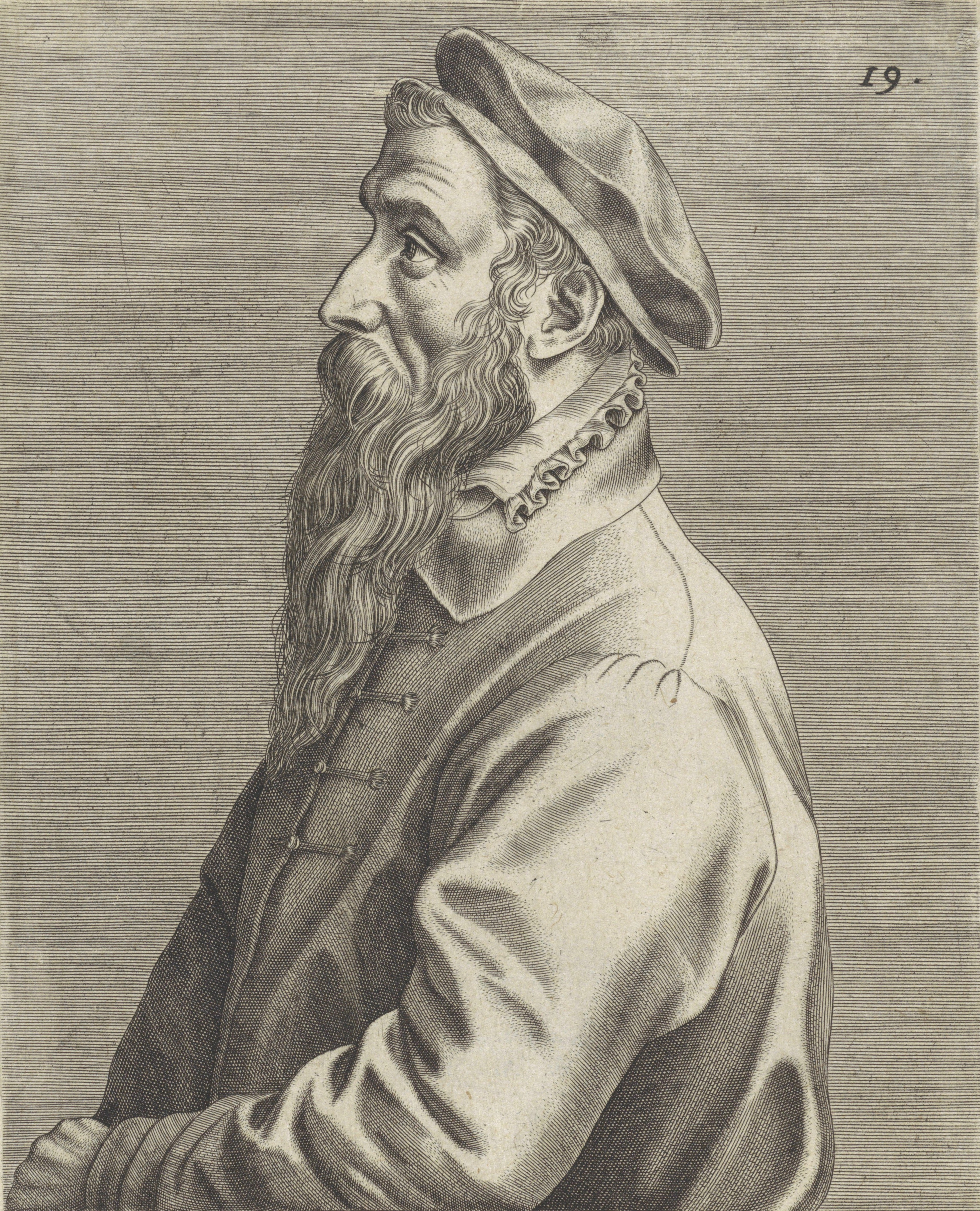
«Портрет Питера Брейгеля Старшего» (1572)

Питер Брейгель Старший — нидерландский художник, большую часть своей жизни создававший гравюры, став признанным мастером в этом деле. Писать именно картины он начал в последнее десятилетие своей жизни. Брейгель Старший создавал преимущественно жанровые картины и пейзажи. Ныне его картины хранятся в ведущих музеях мира, а также в частных коллекциях. Творчество Брейгеля Старшего считается «пиком нидерландского художественного Возрождения».
Исследованием его творчества, а также поиском работ и их атрибуцией занималось множество искусствоведов. Среди них можно выделить историка искусств Людвига Мунца (нем. Ludwig Munz), создавшего каталог работ художника «Bruegel: The Drawings. Complete Edition» (1961) и исследователя Ганса Мильке (нем. Hans Mielke), который с 1979 года написал ряд книг, посвящённых графическим работам и картинам Брейгеля Старшего.
Художественное наследие Питера Брейгеля Старшего небольшое и насчитывает несколько десятков картин, официально отнесённых к его авторству, и четыре работы, где его атрибуция вызывает сомнения. Исследование и подтверждение авторства его картин стало доступным благодаря работе Нидерландского института истории искусств (RKD).
Ниже приведён список, содержащий сведения о картинах, имеющих несомненную и сомнительную атрибуцию. Работы распределены в хронологической последовательности.

## Список
В данном списке представлены все известные картины Питера Брейгеля Старшего, расположенные в хронологическом порядке и разделённые на две таблицы, отображающие точность атрибуции. По каждой картине представлена следующая информация: название на русском и нидерландском языке, год создания, техника, размеры в сантиметрах и нынешнее место хранения картины. В разделе «Примечания» преимущественно даны ссылки на страницы о работах на официальных сайтах музеев, где хранятся соответствующие картины, а также на страницы на сайте Нидерландского института истории искусств (RKD).
Список картин доступен и в формате галереи, которая открывается при нажатии на любое из изображений списка. В формате галереи также доступна вся основная информация о картинах (название на двух языках, год создания, техника, размеры и нынешнее место хранения картины). В случае отсутствия статьи о картине в русской Википедии, представлена ссылка на соответствующую статью в нидерландской Википедии или ином языковом разделе.

### Несомненная атрибуция
| Название | Картина | Год создания             | Техника         | Размеры (см)  | Галерея                                                   | Прим.                         |
| --- | ------- | ------------------------ | --------------- | ------------- | --------------------------------------------------------- | ----------------------------- |
| Пейзаж с Христом и апостолами на Тивериадском озере (нидерл. Landschap met de verschijning van Christus aan het meer van Tiberias) |         | 1553                     | Дерево, масло   | 67×100        | Частное собрание                                          | [ 9 ]                         |
| Поклонение волхвов (нидерл. De aanbidding door de koningen)                                                                        |         | около 1556               | Холст, темпера  | 124 × 169     | Королевские музеи изящных искусств, Брюссель (Бельгия)    | [ 10 ]                        |
| Двенадцать пословиц (лат. Haec perhibent vitae gestu ridenda faceto / consilia et mores ingeniose notant)                          |         | 1558                     | Дерево, масло   | 74,5 × 98,4   | Музей Майер ван ден Берг, Антверпен (Бельгия)             | [ 11 ] [ 12 ]                 |
| Фламандские пословицы (нидерл. De Vlaamse spreekwoorden)                                                                           |         | 1559                     | Дерево, масло   | 117 × 163     | Берлинская картинная галерея (Германия)                   | [ 13 ]                        |
| Битва Масленицы и Поста (нидерл. De strijd tussen Carnaval en Vasten)                                                              |         | 1559                     | Дерево, масло   | 118 × 164,5   | Музей истории искусств, Вена (Австрия)                    | [ 14 ] [ 15 ]                 |
| Детские игры (нидерл. Kinderspelen)                                                                                                |         | 1560                     | Дерево, масло   | 118 × 161     | Музей истории искусств, Вена (Австрия)                    | [ 16 ] [ 17 ]                 |
| Падение Икара (нидерл. De val van Icarus)                                                                                          |         | 1560-е годы              | Холст, масло    | 73,5 × 112    | Королевские музеи изящных искусств, Брюссель (Бельгия)    | Копия с утраченного оригинала |
| Падение Икара (нидерл. De val van Icarus)                                                                                          |         | вторая половина XVI века | Дерево, масло   | 63 × 90       | Музей Ван Бюрен, Брюссель (Бельгия)                       | Копия с утраченного оригинала |
| Падение мятежных ангелов (нидерл. De aartsengel Michaël doodt de apocalyptische draak)                                             |         | 1562                     | Дерево, масло   | 117 × 162     | Королевские музеи изящных искусств, Брюссель (Бельгия)    | [ 21 ] [ 22 ]                 |
| Безумная Грета (нидерл. Dulle Griet)                                                                                               |         | 1562                     | Дерево, масло   | 117,4 × 162   | Музей Майер ван ден Берг, Антверпен (Бельгия)             | [ 23 ] [ 24 ]                 |
| Триумф смерти (нидерл. De triomf van de Dood)                                                                                      |         | около 1562               | Дерево, масло   | 117 × 162     | Прадо, Мадрид (Испания)                                   | [ 25 ] [ 26 ]                 |
| Две обезьяны (нидерл. Twee apen met in de achtergrond een gezicht op Antwerpen)                                                    |         | 1562                     | Холст, масло    | 20 × 23       | Берлинская картинная галерея (Германия)                   | [ 27 ] [ 28 ]                 |
| Самоубийство Саула (нидерл. De zelfmoord van Saul in de slag tegen de Filistijnen bij Gilboa)                                      |         | 1562                     | Дерево, масло   | 33,5 × 55     | Музей истории искусств, Вена (Австрия)                    | [ 29 ] [ 30 ]                 |
| Портрет старой женщины (нидерл. Hoofd van een boerin)                                                                              |         | 1563                     | Дерево, масло   | 22 × 18       | Старая пинакотека, Мюнхен (Германия)                      | [ 31 ] [ 32 ]                 |
| Бегство в Египет (нидерл. De vlucht naar Egypte)                                                                                   |         | 1563                     | Дерево, масло   | 37,1 × 55,6   | Институт искусства Курто, Лондон (Великобритания)         | [ 33 ] [ 34 ] [ 35 ]          |
| Вавилонская башня (нидерл. De bouw van de toren van Babel)                                                                         |         | 1563                     | Дерево, масло   | 114 × 155     | Музей истории искусств, Вена (Австрия)                    | [ 36 ] [ 37 ]                 |
| Поклонение волхвов (нидерл. De aanbidding van de Wijzen)                                                                           |         | 1564                     | Дерево, масло   | 111,1 × 83,2  | Лондонская Национальная галерея (Великобритания)          | [ 38 ] [ 39 ]                 |
| Успение Богородицы (нидерл. De dood van Maria)                                                                                     |         | 1564                     | Дерево, масло   | 36 × 55       | Аптон-Хаус, графство Уорикшир (Великобритания)            | [ 40 ] [ 41 ] [ 42 ]          |
| Путь на Голгофу (нидерл. De kruisdraging)                                                                                          |         | 1564                     | Дерево, масло   | 124 × 170     | Музей истории искусств, Вена (Австрия)                    | [ 43 ] [ 44 ]                 |
| Охотники на снегу (нидерл. Jagers in de sneeuw)                                                                                    |         | 1565                     | Дерево, масло   | 117 x 162     | Музей истории искусств, Вена (Австрия)                    | [ 45 ] [ 46 ]                 |
| Возвращение стада (нидерл. Het terugdrijven van het vee)                                                                           |         | 1565                     | Дерево, масло   | 117 × 159     | Музей истории искусств, Вена (Австрия)                    | [ 47 ] [ 48 ]                 |
| Сенокос (нидерл. De hooioogst) |         | 1565                     | Дерево, масло   | 117 × 161     | Лобковицкий дворец в Пражском Граде (Чехия)               | [ 49 ] [ 50 ]                 |
| Жатва (нидерл. De korenoogst) |         | 1565                     | Дерево, масло   | 119 × 162     | Метрополитен-музей, Нью-Йорк (США)                        | [ 51 ] [ 52 ] [ 53 ]          |
| Сумрачный день (нидерл. De sombere dag)                                                                                            |         | 1565                     | Дерево, масло   | 118 × 163     | Музей истории искусств, Вена (Австрия)                    | [ 54 ] [ 55 ]                 |
| Зимний пейзаж с конькобежцами и ловушкой для птиц (нидерл. Winterlandschap met vogelknip)                                          |         | 1565                     | Дерево, масло   | 37 x 55,5     | Королевские музеи изящных искусств, Брюссель (Бельгия)    | [ 56 ] [ 57 ]                 |
| Христос и женщина, уличённая в прелюбодеянии (нидерл. Christus en de overspelige vrouw)                                            |         | около 1565               | Дерево, масло   | 24 × 34       | Институт искусства Курто, Лондон (Великобритания)         | [ 58 ] [ 59 ] [ 60 ]          |
| Вавилонская башня (нидерл. De bouw van de toren van Babel)                                                                         |         | около 1565               | Дерево, масло   | 60 × 74,5     | Музей Бойманса — ван Бёнингена, Роттердам (Нидерланды)    | [ 61 ] [ 62 ]                 |
| Избиение младенцев (нидерл. De kindermoord te Bethlehem)                                                                           |         | около 1565-1567          | Дерево, масло   | 109,2 × 158,1 | Королевская коллекция (Виндзорский замок, Великобритания) | [ 63 ] [ 64 ]                 |
| Вино на празднике Святого Мартина (нидерл. De Wijn van het Sint-Maartensfeest)                                                     |         | 1565-1568                | Холст, темпера  | 148 × 270,5   | Прадо, Мадрид (Испания)                                   | [ 65 ]                        |
| Перепись в Вифлееме (нидерл. De volkstelling te Bethlehem)                                                                         |         | 1566                     | Дерево, масло   | 115,5 × 163,5 | Королевские музеи изящных искусств, Брюссель (Бельгия)    | [ 66 ] [ 67 ]                 |
| Страна лентяев (нидерл. Luilekkerland)                                                                                             |         | 1566                     | Дерево, масло   | 52 × 78       | Старая пинакотека, Мюнхен (Германия)                      | [ 68 ] [ 69 ] [ 70 ]          |
| Проповедь святого Иоанна Крестителя (нидерл. De prediking van Johannes de Doper)                                                   |         | 1566                     | Дерево, масло   | 95 × 160,5    | Музей изобразительных искусств, Будапешт (Венгрия)        | [ 71 ] [ 72 ]                 |
| Свадебный танец (нидерл. Dansende boeren op een bruiloftsfeest in de open lucht)                                                   |         | около 1566               | Дерево, масло   | 119,4 × 157,5 | Институт искусств, Детройт (США)                          | [ 73 ] [ 74 ]                 |
| Поклонение волхвов в зимнем пейзаже (нидерл. De aanbidding van de Wijzen in de sneeuw)                                             |         | 1567                     | Дерево, темпера | 35 × 55       | Ам Рёмерхольц, Винтертур (Швейцария)                      | [ 75 ] [ 76 ]                 |
| Обращение Савла (нидерл. De bekering van Paulus op weg naar Damascus)                                                              |         | 1567                     | Дерево, масло   | 108 × 156     | Музей истории искусств, Вена (Австрия)                    | [ 77 ] [ 78 ]                 |
| Калеки (нидерл. Kreupelen) |         | 1568                     | Дерево, масло   | 18,5 × 21,5   | Лувр, Париж (Франция)                                     | [ 79 ] [ 80 ]                 |
| Три солдата (нидерл. Drie soldaten)                                                                                                |         | 1568                     | Дерево, масло   | 20,3 × 17,8   | Коллекция Фрика, Нью-Йорк (США)                           | [ 81 ] [ 82 ]                 |
| Сорока на виселице (нидерл. Landschap met dansende boeren en een ekster op een galg)                                               |         | 1568                     | Дерево, масло   | 45,9 × 50,8   | Музей земли Гессен, Дармштадт (Германия)                  | [ 83 ]                        |
| Притча о слепых (нидерл. De parabel van de blinden)                                                                                |         | 1568                     | Холст, темпера  | 86 × 154      | Музей Каподимонте, Неаполь (Италия)                       | [ 84 ] [ 85 ]                 |
| Мизантроп (нидерл. De trouweloosheid van de wereld)                                                                                |         | 1568                     | Холст, темпера  | 86 × 85       | Музей Каподимонте, Неаполь (Италия)                       | [ 86 ] [ 87 ]                 |
| Крестьянская свадьба (нидерл. Het bruiloftsfeest)                                                                                  |         | 1568                     | Дерево, масло   | 114 × 164     | Музей истории искусств, Вена (Австрия)                    | [ 88 ] [ 89 ]                 |
| Крестьянский танец (нидерл. De dorpskermis)                                                                                        |         | 1568                     | Дерево, масло   | 114 × 164     | Музей истории искусств, Вена (Австрия)                    | [ 90 ] [ 91 ]                 |
| Разоритель гнёзд (нидерл. Een boer en een vogelnestdief)                                                                           |         | 1568                     | Дерево, масло   | 59,3 × 68,3   | Музей истории искусств, Вена (Австрия)                    | [ 92 ] [ 93 ]                 |

### Сомнительная атрибуция
| Название                                                                                     | Картина | Год создания | Техника       | Размеры (см)  | Галерея                                                      | Прим. |
| -------------------------------------------------------------------------------------------- | ------- | ------------ | ------------- | ------------- | ------------------------------------------------------------ | --- |
| Неаполитанская гавань (нидерл. Gezicht op de baai van Napels)                                |         | 1560         | Дерево, масло | 42,2 × 71,2   | Галерея Дориа-Памфили, Рим (Италия)                          | Автором работы является Брейгель Старший или один из его последователей |
| Пьяницу заталкивают в свинарник (нидерл. Dronken man wordt in de varkensstal geduwd)         |         | около 1568   | Дерево, масло | 18 в диаметре | Частное собрание (Продана на аукционе Christies в 2002 году) | Брейгель Старший вероятно является автором картины, поскольку по стилю, технике, теме и способу исполнения она похожа на его более позднюю работу — «Двенадцать пословиц» |
| Притча о сеятеле (нидерл. Landschap met de parabel van de zaaier)                            |         | 1557         | Дерево, масло | 73,7 × 102,9  | Музей искусств Тимкена, Сан-Диего (США)                      | Из-за многочисленных реставраций точно установить автора картины крайне затруднительно, но она традиционно приписывается Брейгелю Старшему |
| Христос изгоняет торговцев из храма (нидерл. Christus jaagt de geldwisselaars uit de tempel) |         | 1557         | Дерево, масло | 102 × 155     | Государственный музей искусств, Копенгаген (Дания)           | Институт истории искусства Нидерландов считает данную картину несомненной работой Брейгеля Старшего, однако работники Государственного музея искусств в Копенгагене, музея искусств Кадриорг, музеев Глазго и ряда других организаций в 2010 году поставили эту атрибуцию под сомнение. По их убеждению картина принадлежит либо Брейгелю Старшему, либо Иерониму Босху |